# Julio Wonenburger Canosa
Julio Wonenburguer Canosa, nacido en A Coruña el 6 de enero de 1882 y fallecido en esa misma ciudad el 1 de septiembre de 1951, fue un trabajador industrial y político gallego.

## Trayectoria
Hijo de Manuel Wonenburger Cabezudo, dueño de una empresa que fabricaba instrumentos de hierro, reparaba máquinas de vapor y todo lo relacionado con la mecánica. Quedó huérfano a los 16 años, se hizo cargo de sus siete hermanos y continuó el negocio de su padre. Fue presidente de la Asociación de Empresarios Metalúrgicos de A Coruña. Republicano, fue elegido concejal de A Coruña en 1922 . Afiliado a ORGA, participó en el pacto de Lestrobe . Con la llegada de la Segunda República fue nombrado diputado provincial en mayo de 1931 . En 1933 dirigió el periódico Tierra Gallega .
Con el golpe de Estado del 18 de julio de 1936, la fundición Wonenburguer fue militarizada para producir obuses y piezas para la aviación y maquinaria pesada. Tanto Julio como su hermano Juan lograron escapar de expropiaciones y sanciones gracias a sus relaciones, pagos onerosos y rápida colaboración con el régimen. Julio reinstaló una fábrica de zapatos que funcionaba para el ejército golpista como proveedora de zapatos y cinturones, y luego pasó a ocupar un lugar destacado en el suministro de alimentos y uniformes para el frente.
En la posguerra fue un colaborador habitual del régimen, organizando y costeando el arco monumental con el que fue recibido el caudillo en su primera visita a A Coruña al finalizar la guerra. Fue juzgado por el Tribunal Especial para la Represión de la Masonería y el Comunismo en el caso 6/41 y condenado a inhabilitación absoluta perpetua. Se abrió contra él un proceso por responsabilidad política, del que fue absuelto en 1945. Murió en A Coruña el 1 de septiembre de 1951. 

## Vida personal
Se casó con Amparo Planells Rubio en 1926 y fue padre de la matemática María Wonenburger Planells .